# Heliophorus viridis
Heliophorus viridis är en fjärilsart som beskrevs av Evans 1912. Heliophorus viridis ingår i släktet Heliophorus och familjen juvelvingar. Inga underarter finns listade i Catalogue of Life.